# Müde – matt – marode
Müde – matt – marode ist ein altes einfaches Kinderspiel mit mehreren Teilnehmern und einem Ball. 

## Regeln
Es kann eine überschaubare Anzahl an Teilnehmern mitwirken (drei bis sieben), die sich im Kreis mit drei bis fünf Meter Abstand zueinander aufstellen. Nun wirft man sich einander einen Ball zu, wobei das Anspiel beliebig gewählt werden kann. Hat der angespielte Mitspieler den Ball gefangen, ist er an der Reihe als Zuwerfer. Wer den Ball nicht fängt oder fallen lässt, verliert eine seiner sechs Lebensstufen. Die Stufen heißen gesund – müde – matt – marode – krank – todkrank – tot. Bei Letzterem scheidet der Spieler aus.

## Namen
In großen Bereichen Deutschlands (vor allem Rheinland-Pfalz, Franken, Hessen) ist das Spiel auch unter dem Namen Kirschen essen (oder Kirschen gegessen) bekannt. Hier erhielt es seinen Namen von der bestehenden Gefahr, auf frisches Obst viel Wasser zu trinken, was zu Bauchschmerzen führen kann. Die Stufen, die regional auch unterschiedlich sein können, lauten hier: Kirschen gegessen – Wasser getrunken – Bauchweh – Fieber – Krankenhaus – scheintot – tot. 